# دوري كرة القدم المالطي الدرجة الأولى
الدوري المالطي الدرجة الأولى (يشار إليه باسم دوري التحدي BOV لأسباب الرعاية)، هو ثاني أعلى دوري في كرة القدم في مالطا بعد الدوري المالطي الممتاز، يشارك في الدوري 14 نادي.